# 국제공산당 자금사건
국제공산당 자금사건(國際共産黨資金事件)이란, 한인사회당이 코민테른(국제공산당)으로부터 받은 운동자금을 이르쿠츠크의 전러한인공산당(全露韓人共産黨)이 탈취하여 일어난 사건을 말한다. 이사건은 1차 사건과 이동휘의 측근인 한형권, 김립이 국제 공산당에서 받은 자금을 사회주의 운동가들에게 나눠준 2차 자금사건으로 나눌 수 있다. 대한민국 임시정부와 김구는 사회주의자들이 지원받은 자금을 임시정부에 상납하지 않고 좌파 혁명가들끼리 나눠서 가졌다는 이유로 이동휘, 여운형, 안병찬 등을 임시정부에서 축출하고, 이동휘의 직계 부하이자 레닌에게서 200만 루블을 지원받은 운송책 한형권과 김립의 사살령을 내린다. 김립은 상하이의 한 거리에서 임정 경무국장 김구가 보낸 경무국원 노면직과 오종균에 의해 암살된다.

## 제1차 국제공산당 자금사건
국제공산당은 일본 제국주의에 항거하는 한민족을 도우려고 하였고 국제공산당은 한인 독립운동에 200만루블을 원조하기로 결정하였다. 그러나 1922년 레닌이 지원한 자금 중 이동휘, 한형권 등과 함께 60만 루블만을 받아가지고 와서 사용하였으며 한인사회당은 1919년 4월 25일 블라디보스토크 신한촌에서 대회를 열어 코민테른(국제공산당) 가입을 결정하고, 박진순 등 대표 3명을 모스크바에 있는 코민테른에 파견하여 선전비로 400만 루블을 받아오게 한다. 그런데 이들이 모스크바를 떠나 이르쿠츠크에 머무르는 동안 문제가 발생했다.
대표들이 머물기 몇년 전, 볼셰비키당 이르쿠츠크 지부인 "이르쿠츠크 공산당" 내의 한인들이 "전러한인공산당"을 조직하였는데 이들의 주장에 따르면 당시 볼셰비키당에서 파견된 보리스 스미야스키의 지원하에 자신들만이 유일한 시베리아 한인들의 정통적인 당이라고 선언한 바가 있었다는 것이다. 이들은 9월 10일 한인사회당 일행이 이르쿠츠크에 도착하자 정통성을 지닌 우리 당이 마땅히 코민테른 자금을 가져야 한다며 자금을 탈취했다.
당시 상해대한민국 임시정부 국무총리이자 고려공산당원이었던 이동휘는 그해 11월에 이 소식을 듣고 다시 박진순을 모스크바에 파견하여 이르쿠츠크파의 자금탈취 횡포를 규탄했고 "한인사회당을 끝까지 지원해달라"는 내용의 탄원서, "상해 임시정부는 실질적으로 한인사회당의 정부이며 한인사회당은 공산주의 운동을 위하여 심신을 바치겠다"는 내용의 서약서를 보냈고, 한인사회당은 유일한 조선사회주의 당으로 인정받게 되어 활발한 활동을 전개하였다.
1차 자금사건은 사회주의운동 세력 내의 이르쿠츠크파, 상해파의 내부노선 투쟁을 불러왔고, 2차 자금사건은 대한민국 임시정부 내의 한인사회당의 사회주의 노선과 민족주의 노선간의 분열을 불러왔다. 특히 2차 사건에 의해 사회주의 세력인 한인사회당이 민족주의 세력에 의해 대한민국 임시정부에서 축출되었으며, 임정 주류세력이 사회주의 계열을 크게 적대하게 되었다. 또한 국제적으로 임시정부에 대한 국제적 신용을 실추시켜 자금확보가 어려워지게 되었다.

## 제2차 국제공산당 자금사건
이동휘는 이듬해 1920년 1월 하순에 자신의 측근 한형권을 모스크바에 파견하였고 한형권은 1922년 겨울까지 모스크바에 머물러 레닌과 비밀협정을 성취시켜 볼셰비키정부로부터 금화 200만 루블을 새롭게 지원받았다. 1920년 10월 그는 이중 60만 루블을 우선 제공받지만, 60만 루블을 상해까지 운반하기 힘들었기 때문에 20만 루블은 모스크바에 맡기고 40만 루블만 상해로 가져왔다.
상해로 가는 도중 그는 치타에서 한인사회당 대표로 코민테른에 파견되어 가는 김립과 만나 이 자금을 임시정부에 보내지 않고 한인사회당의 운동자금으로 사용할 것을 협의하였다. 12월에 김립이 상해로 가지고 온 코민테른 자금은 많은 좌파 운동가의 독립자금으로 사용되었지만 이 자금의 소재를 둘러싸고 상해 임시정부와 한인사회당 사이에 알력이 발생한다.
레닌이 지원한 자금을 내놓지 않고 한인사회당 등 한·중·일 좌파 혁명가들의 사업비로 쓰게 하였다. 레닌의 자금을 한·중·일 좌파 혁명가들의 독립운동과 혁명운동에 사용하고 상하이 임시정부에는 내주지 않자 임시정부는 그가 레닌이 보낸 독립운동 자금을 유용했다고 성토하였다.
임시정부 관계자는 이동휘에게 자금관계에 대한 경과보고를 요구하나, 이동휘는 이에 응하지 않았다. 그리고 김립이 코민테른의 일부 자금을 개인적으로 사용한다는 소문이 퍼지자 1921년 1월 이동휘,김립,한형권 등은 한인사회당 대표회를 소집하여 자금분쟁과 관련한 최종적 태도를 확정하고 마침내 이동휘는 국무총리직을 사임하였다.

### 폭풍전야
일경문서에 의하면 이동휘, 문창범, 박용만 등의 일파가 1921년 2월 22일 재노령 각지 대표자 100여 명을 하바로프스크에 소집하여 한족공산당본부를 동지에 설치하기로 하는 한편 선전원을 갖이에 파송하고 니콜라예프스크에서 파르티잔 부대를 규합, 무력정비를 하여 1921년 여름을 기해 간도로 남하할 계획이라고 하였다. 이후 김립, 원현준 양인은 선전위원으로서 간도, 연길현 숭례향명월구에 4월 8일 나타나 7일간 머무르며 선전에 종사한 후 지부를 설치하고 15일 명월구를 떠나 영고탑으로 향하면서 양 위원은 훈춘현 태평구에도 지부를 설치하고 그 지방에 200여 명의 무력단체를 조직하였다.
1921년 5월부터 국민대표자회의가 열렸다. 그러나 이무렵 미국에서는 워싱턴 회의가, 모스크바에서는 극동인민대표회의가 연달아 열리고 있어 국민대표회의가 잠시 중단되었다.
1921년 6월 김립 등은 자유시 참변(自由市慘變) 발생 후 상해파 고려공산당의 간부들이 거의 러시아로 이동하여 이르쿠츠크 집단과의 군권투쟁을 벌이고 있을 때, 혼자서 상해본부를 지키고 있었다. 이때 김철수 등 소수가 와서 상하이의 고려공산당 근거지를 함께 지키고 있었다.
당시 임시정부는 신규식 등이 이끌며 내분을 종식하려 노력했다. 그러나 무장투쟁계열의 인사들은 결코 물러서지 않았다. 1922년 1월에 열린 임시 의정원 회의에서 이동휘와 김립 등은 성토문을 발표했다. 두 계열은 이 자리에서 피 튀기는 난투극을 벌였다. 결국 의정원 의원이 대거 사퇴했고 "반동의 괴수는 모화주의자 신규식이다."라는 비난이 쏟아졌다.

### 암살
한편 상해파와 이르쿠츠크파는 사회당의 주도권을 놓고 서로 경쟁하는 관계에 있었다. 1921년 6월 자유시참변(自由市慘變) 발생 후 상해파 고려공산당의 간부들이 거의 러시아로 이동하여 이르쿠츠크집단과의 군권투쟁을 벌이고 있을 때, 운송책의 한 사람이었던 김립은 혼자서 상해본부를 지키고 있었으며, 1921년 말 임시정부에서 보낸 김구의 부하인 오면직, 노종균 등 청년들이 김립을 찾아 1922년 2월 11일 상하이 불조계의 자베이(閘北) 거리에서 암살당했다. 도로변에서 암살당한 그의 시신은 며칠 뒤 고려공산당원 김철수에 의해 수습된다.
김립은 다른 한국인 사회주의자인 김철수, 유진희, 김하구와 함께 있다가 이들의 은신처를 알아내 잠입한 오면직과 노종균, 양여주 등의 총격을 받고 죽었다. 곧 상하이 불조계 근처의 한 병원으로 이송되었으나 과다출혈로 사망하였다.
원래 레닌이 지불한 200만 루블의 목적은 한국인 및 각국의 사회주의자들의 활동 자금으로 지원하는 것이 목적이었다. 후일 박노자는 "1922년 초기에 상하이 임시정부가 한인사회당의 간부인 김립(1880~1922)을 “레닌이 보낸 독립운동 자금을 유용했다”고 성토한 데 이어 김구 부하인 오면직, 노종균 두 청년이 1922년 2월11일에 상하이의 거리에서 김립을 사살했다. 이 암살을 ‘정당한 응징’으로 묘사한 <백범일지>의 권위가 절대적이기에 김립이 '응분의 대가를 받았다'는 통설을 의심한 이들이 여태까지 거의 없었지만, 반병률 교수(한국외대)의 연구에 의하면 김립의 ‘횡령 행위’가 사실이라기보다는 정적이 유포한 뜬소문이었다."고 평가했다.
임시정부에 자금을 내놓지 않고 공산주의 독립운동가들의 자금으로 사용한 그의 암살을 ‘정당한 응징’으로 묘사한 <백범일지>의 권위만으로 응분의 대가를 받았다는 설이 통설이었지만 비판적인 견해도 있다.
김립의 "횡령 행위"는 사실이라기보다는 한인사회당 등 공산주의 정당에 대해 적대적인 세력이 유포한 뜬소문이었다. 레닌 정부의 바람대로 김립과 그의 동지들에게 세 차례에 걸쳐 나눠서 전달된 200만루블의 자금은 한인사회당과 고려공산당 등에 어렵게 운반해 주어 한·중·일 좌파 혁명가들의 독립운동과 사회주의 혁명 사업비로 활용되었지만, 그 자금이 김구 등 임시정부의 우파 지도자들의 손에 들어가지 않았던 것이 화근이 됐던 것으로 보고 있다.

### 뒷이야기
오면직·노종균은 김구의 부하였으며 김립을 암살한 것은 김구의 지시에 따른 것이었다. 김철수는 문서처치와 김립의 시신을 다른 사람에게 맡기고 바로 은행으로 가서 남은 돈을 다른 곳으로 옮겨두었다. 한편 상하이의 한인 사회주의자 최동욱, 이호반, 한광우 등은 임시정부에 대해 김립에 대한 복수를 기도하기도 했다. 시신은 상하이 송경령공원(원 상해 만국공묘)에 안장되었다. 또한 이때 상하이로 들어오던 안병찬 역시 임시정부 경무국원이 쏜 총에 맞고 현장에서 즉사한다.
그가 암살당하자 상하이로 급하게 건너온 한인 사회주의자들은 분개했다. 한편 그의 동지들은 김립을 죽이고 지운 김철수마저 죽이려는 김구를 죽이고자 했으나 지운은 독립운동 동지들끼리 피를 흘려서는 안된다고 간곡히 말린다. 이 보고를 접한 소련 공산당에서는 상하이에 있는 한인 공산당 조직을 해소하고 조직을 이동할 것을 지시했으며, 상하이 임시정부에 대한 호의를 거두게 된다.
사후 김구가 백범일지에 기록한 대로, 그가 군자금 40만 루불을 사적으로 유용, 낭비한 것으로 알려져 부정적인 평가가 주를 이루게 되었다. 그러나 1990년대에 와서 구 소련 비밀문서 등이 공개되면서 그가 임정의 자금을 횡령하지 않았다는 것이 서서히 알려지기 시작하였다.
한편 이태준은 김립에게서 돈의 일부를 받아 베이징으로 가져가다가 몽골을 점령한 로만 폰 웅게른슈테른베르크 남작에게 붙들려 총살되었다.
김립의 암살로 인해 나머지 140만루블은 구경도 못하게 되었는데, 이 증발한 자금이 당시 동아일보 주필 장덕수를 통해 동아일보로 흘러들어갔다는 의혹이 있다. 이 소문을 들은 박열 등 불령사 회원들이 1923년 4월 미국 유학을 가기 위해 도쿄를 경유하던 장덕수를 지요다구 간다에서 붙잡아 두들겨 패는 사건이 발생했다(장덕수 구타사건). 그러나 장덕수가 자금을 횡령했다는 의혹에 대한 구체적인 물증은 존재하지 않는다.

### 사건 관련자 명단
현장 소재자
- †김립 - 고려공산당 상해파 간부, 현장 피살됨
- 김철수 - 고려공산당 상해파 간부
- 유진희 - 고려공산당 상해파 간부
- 김하구 - 고려공산당 상해파 간부
- 한형권 - 고려공산당 상해파 간부
- 노종균 - 대한민국 임시정부 경무국원
- 오면직 - 대한민국 임시정부 경무국원
- 양여주 - 대한민국 임시정부 경무국원
- †안병찬 - 고려공산당 상해파 간부, 상하이로 귀환하다 피살됨

기타 관련자
- 김구 - 암살 지휘자
- 신규식
- 이동휘 - 고려공산당 총수
- 김만겸
- 임원근
- 박헌영
- 장건상 - 증언자
- 이강훈
- 블라디미르 레닌 - 처음에 돈 줬던 사람.

## 같이 보기
- 사회주의
- 한인사회당(1918.5)
- 코민테른(1919.3)
- 대한민국 임시정부(1919.4)
- 고려공산당(1921.5)
- 이동휘
- 박진순
- 김립
- 한형권
- 여운형
- 노면직
- 오종균
- 김구

## 참고 자료
- 한국공산주의운동사 1(金俊燁·金昌順, 고려대학교아세아문제연구소, 1967)
- 한국 사회주의의 기원 (임경석, 역사비평사, 2003)
- 혁명가들의 항일 회상 (김학준, 민음사, 2005)
- 백범일지 (김구, 도진순 역, 돌베개, 2006)